# زتا خرگوش
زتا خرگوش یک ستاره است که در صورت فلکی خرگوش قرار دارد.